# Broadcast Monitoring
Broadcast Monitoring (Броадка́ст мониторинг) — технология, позволяющая автоматически выполнять мониторинг и анализ потоков вещания в реальном времени из спутникового, аналогового и кабельного телевидения, радио и из сети Интернет.
Мониторинг новостей на телевидении, радио, в Интернете помогает получить данные из всех средств массовой информации. Компании могут с помощью решения управлять репутацией, проводить конкурентное сравнение, контролировать размещение рекламы, быстро выявлять негативные моменты и проводить антикризисные мероприятия.
Источники данных:
- Цифровые мультимедийные файлы
- Кабельное, аналоговое и спутниковое телевидение
- Потоковое мультимедиа в сети Интернет
- Радиовещание
- Передача голоса по IP-видео
- Документы и обычный текст (HTML, MS Office)

## История
В 1881 году Генри Ромейке договорился с оптовым продавцом газет Curtice об использовании непроданных экземпляров. Так было открыто в Лондоне первое в мире Бюро газетных вырезок, сразу же получившее широкую популярность. Многие публичные деятели того времени регулярно получали вырезки газетных публикаций, в которых упоминалось их имя.
Поскольку радиовещание и телевидение были созданы в ХХ столетии, агентства начали расширять свои услуги мониторинга для этих вещательных СМИ. Предприятия тратили значительные бюджеты на осуществление мониторинга вещания. Прослушивались и просматривались большие объёмы материалов в поиске ключевых слов, заданных клиентом. Такие процедуры занимали значительное количество времени и сил. Ещё одной проблемой было место для хранения. В специализированных компаниях были целые комнаты, заполнении результатам, а позже — кассетами.
Кроме того, эта технология была задействована для помощи слабослышащим и глухим людям. Решение позволяет транскрибировать аудио контент в текст и дает возможность читать его, параллельно с произношением диктора или ведущего. С развитием Интернета в 1990-х годах служба мониторинга СМИ расширила свои услуги и стала использовать новые технологий, чтобы обеспечить своих клиентов необходимой информацией.
В 2018 году интеллектуальные решения по Broadcast Monitoring позволяют автоматизировать процесс мониторинга, сократить применение ручного труда, минимизировать время на обработку и анализ данных. В России направление Broadcast Monitoring развивает компания WPS. Товарный портфель компании включает в себя следующие информационные продукты: транскрипт, эфирная справка; DVD-клиппинг; дайджесты эфира. В Украине над этим направлением работает компания Inlimited. Компания занимается обучением интеллектуальной платформы украинскому языку. Компания Inlimited имеет решения, которые позволяют автоматически выполнять мониторинг и анализ потоков вещания в реальном времени. Broadcast Monitoring от Inlimited в автоматическом режиме позволяет одновременно обрабатывать несколько потоков вещания для мгновенного обнаружения интересующих новостей, программ, кадров, личностей, логотипов компаний, рекламных блоков и т. д. Также, существует всемирная некоммерческая организация International Association of Broadcast Monitors (IABM), которая действует как «информационно-координационный центр» для обсуждения вопросов коллективных проблем и выступает в качестве единого голоса для индустрии мониторинга новостей.

## Основные функциональные возможности
- Мониторинг 24/7
- Доступ к информации в режиме реального времени
- Быстрое масштабирование, независимое от языка
- Одновременный контроль нескольких каналов
- Транскрибирование с отображением на экране
- Концептуальный поиск, поиск по ключевым словам
- Представление входящего контента в виде информационной панели
- Формирование аналитический отчетов[4]

## Сферы применения решения
Медиа-мониторинг реальных теле-радио каналов
Выявление и сохранение в цифровой форме фрагментов вещания в видео и аудио форматах по заданным параметрам. Формирование и автоматическое сохранение выделенных фрагментов медийного вещания в видеоархивах в соответствии с каталогами заказчика.
Мониторинг аудио-видео информации c целью обеспечения безопасности
Выявление и сохранение в цифровой форме фрагментов вещания, анализ и обработка фрагментов аудио и видео файлов с видеопотоков заказчика и сети Интернет, совпадающих с контролируемой службой безопасности информацией. Контроль публичного комплайенса для компаний. Формирование и автоматическое сохранение выделенных фрагментов медийного вещания в видеоархивах в соответствии с требованиями служб безопасности.
Бренд-мониторинг
Интеллектуальная обработка теле-радио каналов для выявления и сохранение в цифровой форме фрагментов вещания, совпадающих с информацией о контролируемом бренде. Формирование и автоматическое сохранение выделенных фрагментов медийного вещания в видеоархивах в соответствии с классификацией товаров бренда.
Анализ аудио-видео информации
Выявление и сохранение в цифровой форме фрагментов аудио-видео потоков, совпадающих с контролируемыми событиями, программами, словами и др. Формирование и автоматическое сохранение выделенных фрагментов аудио и видео потоков в соответствии с заданными параметрами.
Работа с каталогами
Анализ и обработка фрагментов аудио и видео файлов заказчика, совпадающих с определёнными новостями, понятиями, компаниями, личностями и т. д. Формирование и автоматическое сохранение выделенных фрагментов в видеоархивах в соответствии с заданной классификацией.
Контроль соблюдения прав интеллектуальной собственности
Интеллектуальна обработка и анализ аудио и видео информации на предмет выявления прецедентов нарушения прав интеллектуальной собственности. Формирование результатов анализа, фиксация факта наличия контролируемой информации и автоматическое сохранение выделенных фрагментов в видеоархивах в соответствии с классификацией заказчика.
Контроль Интернет масс-медиа
Анализ, выявление и сохранение в цифровой форме фрагментов аудио-видео файлов, размещенных в сети Интернет, совпадающих с заданными новостями, программами, компаниями, личностями и т. д. Автоматическое определение и сохранение выделенных фрагментов аудио и видео потоков в соответствии с заданными параметрами.
Работа с Интернет-каталогами
Анализ и обработка фрагментов аудио и видео файлов, размещенных в сети Интернет, совпадающих с заданными заказчиком критериями. Формирование и автоматическое сохранение выделенных фрагментов в видеоархивы.